# Eddie – wenn das deine Mutti wüßte!
Eddie – wenn das deine Mutti wüßte! (Originaltitel: Laissez tirer les tireurs) ist eine französisch-italienischer Kriminalkomödie aus dem Jahr 1964 von Guy Lefranc. Der Film ist der zweite Auftritt Eddie Constantines als FBI-Agent Jeff Gordon. In der Bundesrepublik Deutschland kam der Film am 30. April 1964 in die Kinos. Im Fernsehen wurde auch der Alternativtitel Agent Eddie und das schwarze Kästchen verwendet.

## Handlung
Der Wissenschaftler Anderson stiehlt ein neuartiges Raketenabwehrgerät aus einer amerikanischen Luftwaffenbasis in Frankreich und verkauft das Gerät an den Geschäftsmann Philippe Martin, der Anderson nach der Übergabe umbringen lässt. FBI-Agent Jeff Gordon wird mit der Wiederbeschaffung des Gerätes beauftragt. Gordon bemerkt schnell, dass er von einem tollpatschig wirkenden Mann verfolgt wird. Die Assistentin des Wissenschaftlers Harding, Elisabeth Harrison, stellt sich als Kollegin Gordons heraus und überreicht Gordon bei einem Treffen eine Frauenfotografie aus Andersons Habseligkeiten als einzige mögliche Spur.
In einem Fotostudio versucht Gordon die Identität des Mädchen vom Foto herauszufinden. Das zufällig anwesende Modell Patricia erkennt in der jungen Frau Corinne, die Ehefrau des TV-Geräte-Herstellers Philippe Martin. Als Gordon das Fotostudio verlässt, wird er von einem unbekannten Mann erwartet und überfallen. Als Gordon den Schläger bei der Prügelei überwältigt, wird aus einem vorbeifahrenden Wagen auf die Männer geschossen und der Mann tödlich getroffen.
Gordon erschleicht sich Zugang auf eine Neuheitenpräsentation Martins, wo er Corinne mit ihrem Bild und dem Namen Anderson konfrontiert. Corinne vereinbart darauf ein Treffen mit dem Agenten. Als Gordon zurück in seine Wohnung kommt, findet er Elisabeth, überwältigt von dem mysteriösen Verfolger des Vortags vor. Auf einem handgeschriebenen Zettel wird Elisabeth von dem Fremden beschuldigt, für Martin zu arbeiten.
Das Treffen mit Corinne stellt sich als Falle für Gordon raus. Zwei plötzlich auftauchende Schläger versuchen den Agenten zu ermorden. Gordon gelingt es, die beiden in die Flucht zu schlagen. Damit wird klar, dass die Ehefrau involviert war und das Verhältnis zu Anderson nur wegen des Raketenabwehrgeräts eingegangen ist. Martin stellt mit seinem Techniker Brunel zwischenzeitig fest, dass das bereits an eine asiatische Militärmacht verkaufte Raketenabwehrgerät nicht vollständig montiert und somit ohne Funktion ist. Bei der Durchsuchung von Martins Grundstück wird Gordon von Martins Handlangern überrumpelt. Neben Corinne stellt sich auch die Fotografin Sonia als Komplizin heraus. Gordon wird zunächst im Keller eingesperrt. Brunel, der das fehlende Bauteil in der Militärbasis vermutet, arrangiert ein Treffen zwischen Corinne und Elisabeth. Diese gibt vor, Gordon hätte sie beauftragt, Elisabeth solle das fehlende Bauteil aus der Basis besorgen und sich mit ihnen abends treffen. Das Treffen wird von Patricia beobachtet. Der geheimnisvolle Verfolger überrascht kurz darauf Elisabeth in ihrer Wohnung, entschuldigt sich für sein Verhalten und erbittet ein Gespräch. Zwischenzeitig versuchen Martins Handlanger Gordon zu töten, indem sie ihn gefesselt in einem Pkw auf eine Gleisanlage abstellen. Gordon wird im letzten Moment von Patricia gerettet und befreit. Gleichzeitig entführen die Handlanger Elisabeth und schlagen den noch anwesenden Verfolger nieder.
Die vor Elisabeths Wohnung wartende Sonia erkennt den ankommenden Gordon und warnt Martin, dass dieser noch lebe. Durch einen Schriftenabgleich einer Werkstattrechnung für Anderson mit dem Warnzettel des Verfolgers von Elisabeths ersten Überrumpelung in Gordons Wohnung, kommt der Agent auf eine neue Spur.
Der geheimnisvolle Verfolger stellt sich als Werkstattbesitzer Pascaud, Patricia als seine Frau heraus. Pascaud war ein Freund von Anderson und hat das fehlende Teil für ihn aufbewahrt. Nach Andersons Tod erhoffte Pascaud sich das große Geschäft. Gordon gelingt es, den Werkstattbesitzer zu überreden, ihm das fehlende Teil zu übergeben und bei der Festnahme Martins behilflich zu sein.
Martin fordert den Austausch des Bauteils gegen Elisabeth Leben. Während der Übergabe des Bauteils an Sonia manipulieren Martins Handlanger Gordons Wagen mit einer Bombe. Der im Fahrzeug versteckte Pascaud hört durch ein Gespräch der Gangster den Aufenthaltsort Martins und kann Gordon vor der Bombe warnen.
Bei dem geplanten Verkauf und Demonstration des Raketentabwehrgerätes in einer abgebrannten Feuerwerkskörperfabrik gelingt es Gordon und Pascaud zunächst, Corinne in ihre Gewalt zu bringen, diese gegen Elisabeth auszutauschen und die Bande bis zum Eintreffen der Polizei in Schach zu halten.

## Rezeption
Das Lexikon des internationalen Films beschrieb das Werk als eine „Augenzwinkernd-handfeste Action-Komödie.“.
Cinema bewertet den Film als „Mäßig originell“.

## Synchronisation
Die deutsche Synchronfassung entstand 1964 nach dem Dialogbuch und unter der Synchronregie von Paula Lepa in München.
| Darsteller          | Synchronsprecher    | Rolle            |
| ------------------- | ------------------- | ---------------- |
| Raymond Jourdan     | Werner Lieven       | Balbeck          |
| Maria Grazia Spina  | Rose-Marie Kirstein | Corinne Martin   |
| Hubert de Lapparent | Werner Uschkurat    | Jean Brunel      |
| Eddie Constantine   | Arno Assmann        | Jeff Gordon      |
| Christian Brocard   | Horst Sachtleben    | Leon             |
| Henri Lambert       | Michael Chevalier   | Marco            |
| Jean-Jacques Steen  | Gerd Duwner         | Pascaud          |
| Patricia Viterbo    | Ursula Herwig       | Patricia Pascaud |
| Guy Tréjan          | Horst Niendorf      | Philippe Martin  |
| Henri Guégan        | K.E. Ludwig         | Schläger         |
| Colette Teissèdre   | Rosemarie Fendel    | Sonia            |